# San Miguel Ixitlán
San Miguel Ixitlán är en kommun i Mexiko.   Den ligger i delstaten Puebla, i den sydöstra delen av landet, 210 km sydost om huvudstaden Mexico City.